# Sally Bigham
Pour les articles homonymes, voir Bigham.
Sally Bigham (née le 11 avril 1978 à Pool) est une vététiste marathlonienne professionnelle anglaise.

## Palmarès

### Championnat du monde de VTT
- 2010 Saint-Wendel
  - Huitième de VTT marathon
- 2011 Montebelluna
  - Sixième de VTT marathon
- 2012 Ornans
  - Cinquième de VTT marathon
- 2013 Kirchberg in Tirol
  -  Médaillée d'argent de VTT marathon
- 2015 Val Gardena
  - Cinquième de VTT marathon
- 2016 Laissac
  -  Médaillée d'argent de VTT marathon

### Autres
- 2007
  - 2e du championnat de Grande-Bretagne de VTT marathon
- 2008
  -  Championne de Grande-Bretagne de VTT marathon
- 2009
  -  Championne de Grande-Bretagne de VTT marathon
- 2010
  -  Championne de Grande-Bretagne de VTT marathon
- 2011
  - Grand Raid BCVs
  -  Médaillée d'argent du championnat d'Europe de cross-country marathon
- 2012
  - Craft Bike Transalp
  - Villabassa
  - Fréjus
  -  Médaillée d'argent du championnat d'Europe de cross-country marathon
- 2013
  -  Championne de Grande-Bretagne de VTT marathon
  - Redruth
  - Villabassa
  - Ornans
  - Fréjus
  -  Médaillée d'argent du championnat d'Europe de cross-country marathon
- 2014
  -  Championne de Grande-Bretagne de VTT marathon
  - Moena
  - La Forestière
  -  Médaillée d'argent du championnat d'Europe de cross-country marathon
- 2015
  - Alpentour trophy
  - Perskindol Swiss Epic
- 2016
  -  Championne d'Europe de cross-country marathon
  - Roc d'Ardennes
  - Singen
  - La Roche-en-Ardenne
  - MTB Alpine Cup